# ストックトン銃乱射事件
ストックトン銃乱射事件（Stockton schoolyard shooting）またはクリーブランド学校大量殺人事件（Cleveland School massacre）は、1989年1月17日にアメリカ合衆国・カリフォルニア州ストックトンのイースト・フルトン通り20番地にあるクリーヴランド小学校で発生した銃乱射事件である。
犯人であるパトリック・パーディーは、児童5人を射殺し32人にけがを負わせた末に自殺した。犠牲者の多くは東南アジアから難民としてアメリカに渡ってきた者たちだった。事件が発生した1989年1月17日は、ブレンダ・アン・スペンサーがサンディエゴクリーヴランドで銃乱射事件を起こした事件から10年が経とうとしていた時だった。

## 事件概要
1989年1月17日火曜日、ストックトンの警察署に匿名の人物からクリーヴランド小学校を襲うという電話がかかってきた。同日午後、パトリック・パーディーという、この小学校の卒業生である浮浪者の男性が運転するシボレー・ヴァンが小学校の前に車を止めた。パーディーは、火炎瓶で車に積んであった花火に火をつけて車を爆発させた後、校庭に侵入し、移動式住居の背後から子どもたちに向かって銃を放った。
パーディーは3分間で106発を発砲し、これによって5人の児童が死亡したほか、教師1人を含む32人が負傷した。
亡くなった児童5人、ならびに負傷者の多くはカンボジアやベトナムなどから家族とともに難民としてアメリカに渡ってきた者たちだった。
一通り銃を放ったパーディーは、持っていた拳銃で自らの頭を撃ち抜いて自殺した。
彼の持ってきたライフルには「自由」（"freedom"）、「勝利」（ "victory"）、「地球人」（ "Earthman"）「ヒズボラ」といった文字が刻まれていたほか、防弾チョッキ(Flak jacket)には、「PLO」「リビア」といった文字のほか、「サタンに死を」（ "death to the Great Satin" 〔ママ〕）という文言が書かれていた。

## 犯人
犯人であるパトリック・エドワード・パーディー（1964年11月10日 –1989年1月17日） は、事件当時は浮浪者だったが、過去には溶接工として働いていたこともあった。
彼がカリフォルニア州タコマにて生まれたとき、彼の父であるアメリカ陸軍兵士はフォートルイスにいた。
彼が2歳の時、父が母に銃を向けて殺すぞと脅したため、母は離婚を申し出た。
その後、パーディーは母親とともにサウス・レイク・タホに移ったのち、ストックトンに引っ越した。
そこで彼は幼稚園から小学校2年生の時までクリーヴランド小学校に通った。
1969年9月にパーディーの母は再婚したが、その4年後に離婚し、子どもたちを連れてサクラメントへ移った。
彼の継父はパーディーのことを「静かすぎる子だがよく泣いていた」と述べている。
同年12月、サクラメント子ども保護サービスは、2度にわたって近隣住民から「子どもたちが母親から暴力を受けている」という通報を2度にわたって受けた。
パーディーは13歳の時、母親の顔を叩いたことが原因で家から追い出され、二度と帰れなくなってしまった。
その後、パーディーはサンフランシスコで路上生活をしたのち、公的な里親サービスを利用した。
さらにその後、彼はローダイに住む父親のもとへ身を寄せ、地元の高校に通ったが、酒と麻薬におぼれ、 学校を休みがちになった。
1981年9月13日、パーディーの父親が車にはねられて死亡する。パーディーをはじめとする遺族は父の死が不法であるとして、車の運転者に対し60万ドルを支払うようサン・ホアキン上位裁判所に訴えたが、のちに取り下げた。
また、パーディーは、「ニューヨークへ休暇を過ごすために必要な車を買うために、父が残してくれた金を、母に横取りされた」として彼女を訴えたこともあり、これによりパーディーと母親の関係は悪化した。
父の死後、17歳だったパーディーは一時宿無しになるものの、ロサンゼルスに住む養母の元に身を寄せた。

### 犯罪歴
パーディーの犯罪歴は思春期の初期にまでさかのぼる。
記録上、パーディーが初めて警察の世話になったのは1977年の時であり、当時12歳だったパーディーはサクラメント市警察からBB銃を取り上げられている。
1980年6月、15歳になったパーディーは、裁判所の命令を無視したかどで、初めて警察に逮捕されたほか、同じ月には未成年者飲酒のかどでも逮捕されている。同年8月には売春で捕まったほか、1982年にはマリファナの不法所持および麻薬密売、1983年には武器の違法所持と盗品の所持でも逮捕されている。
さらに1984年10月11日には、サービスステーションへの武装強盗の共犯者の一人として逮捕され、ヨロ郡の刑務所に32日間拘留された。1986年、彼の母親が麻薬の購入費用をあげるのを拒んだ腹いせとして彼女の車を壊したため、彼女から警察に通報された。
1987年4月、パーディーは、エルドラド国立森林公園で、木に向かって半自動ピストルを発砲したとして、片親違いの兄弟とともに逮捕された。この時、彼は白人至上主義団体アーリアン・ネイションズに関する書籍を所持していた。また、彼は動機として、「自分には、抑圧された人を救い、抑圧する者を打倒するのを手助けする義務がある」と郡の保安官に対して述べている。
服役中パーディーは二回自殺未遂を起こしており、1回目はシャツを裂いて作ったロープで首を吊ろうとし、2回目は指の爪で手首を掻いてリストカットをしようとした。
精神医学的評価の結果、彼はごく軽度の精神遅滞があり、自分にとっても他人にとっても危険なものになりうるという評価が出た。
1987年にサン・ホアキン・デルタ大学で溶接の授業を受けた際、パーディーは東南アジア系の学生が多いことを不満に思っていた。
同年10月、彼はカリフォルニアを去り、職を求めてオレゴン州やネバダ州、テキサス州、コネチカット州、サウスカロライナ州、テネシー州を渡り歩いた。1988年上旬、彼はストックトンにあるNumeri Techという小さな機械工場で働いた。同年7月から10月までの間、彼はオレゴン州サンディでおばと同居しながら、同州ポートランドでボイラー製造業に携わった。
8月3日、彼は後に本事件で使用することになる中国北方工業公司製の56式自動歩槍(AK-47のコピー製品)をサンディ・トレーディング・ポストで手に入れた。
その後、彼はカリフォルニア州ストックトンに戻り、同年12月26日にエル・ランチョ・モーテルで部屋を借りた。
事件後、警察はこの部屋が多数のおもちゃの兵隊で飾られていたのを発見した。
12月28日、彼はストックトンにあるハンター・ローン&ジュエリー・カンパニーでトーラス PT92を購入した。
警察はパーディーにはアルコールならびに薬物依存症に関する問題があったことを明らかにしている。
「アジア系移民が、アメリカ生まれのアメリカ人から仕事を奪っていた」というパーディーの考えは、アジア系移民に対する憎悪に結びついたことから 、彼が人間不信に陥っていたのではないかと指摘する声もある。
友人たちによると、パーディーは友好的で誰に対しても暴力を振るわなかったが、過去に自殺を何度も試みたほか、自分の力でやり遂げられなかったときはいら立ちを隠すことができなかったとされている。
その一方、機械工場の夜間シフト主任は彼について「彼はいら立ちの塊で、あらゆることに対して怒っていた」と述べており、パーディーの元同僚も「彼はいつもみじめだった。彼ほど笑顔を見せたがらない奴は今まで見た事がない」と述べている。
1988年初頭に借りたホテルの部屋で見つかったノートには、彼の字で「俺は小学6年生よりもバカだ。おやじもおふくろもバカだ。」（ "I'm so dumb, I'm dumber than a sixth-grader. My mother and father were dumb."）という記述があった。

## 反応
ストックトンで起きた本事件は、全国ニュースとなり、半自動銃器の規制強化に拍車をかけた。
雑誌タイム は、「なぜ、アルコール依存症のパーディーが、武器の密売や強盗未遂で捕まったことがあるにもかかわらず、サンディの銃器店に入ってAK-47を持って店を出ることができたのか？」（"Why could Purdy, an alcoholic who had been arrested for such offenses as selling weapons and attempted robbery, walk into a gun shop in Sandy, Oregon, and leave with an AK-47 under his arm?"）と疑問を投げかけ、 「このような形で武器が容易に手に入ることは、人を殺すこと以外の何物でもなく、心を病んだ輩が銃を手に悪夢を引き起こすこともまた容易である。」（（"The easy availability of weapons like this, which have no purpose other than killing human beings, can all too readily turn the delusions of sick gunmen into tragic nightmares."）と続けた。
カリフォルニア州ではロベルティ＝ロス攻撃用武器規制法が1989年に制定されたのに合わせ、銃器に関する基準が定義され、その結果として攻撃用武器の禁止に至った
一方、アメリカ合衆国議会では、スポーツ用のライフルを禁ずることなく、軍隊仕様のライフル等を禁ずる方法について話し合いが続いた。1989年、当時の大統領だったジョージ・H・W・ブッシュは攻撃用武器の輸入を禁ずる大統領令に署名した。1994年には攻撃的銃器禁止法が制定されたが、2004年に失効した。
また、攻撃的銃器禁止法が制定された1994年には、当時の大統領だったビル・クリントンが中国から多くの種類の銃器や弾薬の輸入を禁ずる大統領令に署名した年でもあった。